# Чубачівна Оксана Володимирівна
Окса́на Володи́мирівна Чубачі́вна  (Румелі́ді; 7 березня 1964, Київ) — українська поетеса, художниця.

## Біографія
Донька поетеси Ганни Чубач. Закінчила графічний факультет Київського художнього інституту (нині НАОМА — Національна академія образотворчого мистецтва і архітектури).
Видала збірки віршів:
- «Фарби для неба»,
- «Вдячність деревам»,
- «Вічне повернення» (2001).

Персональні художні виставки Чубачівни відбувалися у Греції, Німеччині й Польщі.
Проілюструвала поему матері «Теплий початок зими».